# Lepidozona regularis
Lepidozona regularis (synoniem: Ischnochtion regularis) is een keverslak uit de familie Ischnochitonidae.
Deze soort wordt 19 tot 38 millimeter lang en komt voor aan de westkust van Noord-Amerika in Californië van Mendocino County tot Monterey.